# Eigirdas Žukauskas
Eigirdas Žukauskas (Radviliškis, 3 giugno 1992) è un cestista lituano.

## Carriera
Con la Lituania ha disputato i Campionati europei del 2022.

## Palmarès
- Coppa Italia: 1

Aquila Trento: 2025